# Junior Caldera
Jérôme Dumas (París, 12 de febrero de 1982) conocido artísticamente como Junior Caldera, es un disc jockey y productor francés.
Caldera fue influenciado por muchos estilos musicales e hizo rock antes de involucrarse en música house en 2002 mientras trabajaba como diseñador de escenarios en una serie de clubes nocturnos de París.
Hasta la fecha, ha publicado un álbum y dos sencillos. Aparte de su carrera en solitario, Caldera ha hecho remixes para varios músicos, como Paulina Rubio y Enrique Iglesias.

## Historia
Después de empezar con la música electrónica en 2002, consiguió una residencia en el D! Club de Lausana (Suiza) y en 2003 ganó un concurso de remixes y tuvo la gran oportunidad de ser telonero para David Guetta o Armand Van Helden. En 2007, su tema "Sexy" se hizo popular en muchos clubes franceses, llegando a los 5 primeros puestos de las listas del Club Francés. Tras este éxito, varios artistas destacados lo invitaron a hacer remixes con sus canciones; entre ellos, Pussycat Dolls, Enrique Iglesias y Paul Van Dyk.
En 2008, lanzó "Feel It" en febrero y "Sleeping Satellite" (un remix house para Tasmin Archer) el 15 de septiembre. Así, alcanzó un respetable 37.º puesto en la lista de sencillos francesa, con lo que permaneció en las principales listas de canciones durante 12 semanas. Continuó trabajando en su carrera en solitario y lanzó, el 18 de mayo de 2009, su primer álbum, Debut, que alcanzó como posición máxima el n.º 193 en las listas de rankings francesas. El álbum contó con una canción producida junto a Sophie Ellis-Bextor.
Su sencillo mejor posicionado es "Can't Fight This Feeling", en colaboración con la cantante Sophie Ellis-Bextor, que logró el n.º 13 en Francia y permaneció en las listas de éxitos 17 semanas consecutivas. También fue un gran éxito en Rusia, donde encabezó las listas, así como en las pistas de baile de todo el mundo. También en 2010, realizó un remix de la canción "Live Your Dreams" para la cantante española Soraya Arnelas con la colaboración del famoso DJ francés Antoine Clamaran. La canción ha tenido gran repercusión comercial y ha entrado en las listas de éxitos de más de 14 países. La pista original ("Radio Edit") se incluyó en el nuevo álbum de Soraya, 'Dreamer', lanzado en 2010.

## Discografía

### Álbumes
- Debut (2009) - FRA n.º 193[5]

### Sencillos
- "Feel It" (2008)
- "Sleeping Satellite" (2008) - FRA n.º 37[3]
- "The Way" feat. Elan Atias (2009) - FRA n.º 22[6]
- "What You Get" (2009) - FRA n.º 14[7]
- "Algo De Ti" con Paulina Rubio (2010) - ESP n.º 48[8]
- "Can't Fight This Feeling" con Sophie Ellis-Bextor (2010) - FRA n.º 13, RUS n.º 1
- "A Little Bit More" con Keely Pressly (2010)
- "(It Is) Blasphemy" con Jack Strify (excantante de Cinema Bizarre, banda alemana de glam rock; 2011)

### Remixes
- 2005: Eyeone – “Shake The Planet”
- 2007: Sandra – “Maria Magdalena”
- 2007: Melissa Mars – “Love Machine”
- 2007: Alain Souchon – “Putain Ça Penche”
- 2008: Magic System – “Zouglou Dance Joie De Vivre”
- 2009: Enrique Iglesias Feat. Ciara – “Takin' Back My Love”
- 2009: Laurent Wolf – “Explosion”
- 2010: Antoine Clamaran con Soraya – “Live Your Dreams” (Junior Caldera & M.O.D.A Remix)